# ヘラ (小惑星699番)
ヘラ（699 Hela）は、火星の公転軌道に外接する軌道を回っている小惑星。ヨーゼフ・ヘルフリッヒがハイデルベルクで発見した。
北欧神話の生死を司る女神ヘル（Hel）から名付けられた。由来が同じで名前が異なる小惑星ヘルも存在する。